# Jaques Lazier
Pour les articles homonymes, voir Lazier.
Jaques Lazier, né le 25 janvier 1971 à Denver, est un pilote automobile américain. Jaques Lazier est le frère de Buddy Lazier, vainqueur des 500 miles d'Indianapolis 1996 et de l'Indy Racing League 2000, et le fils de Bob Lazier, également pilote automobile.

## Biographie
Lazier fait ses débuts en Indy Racing League en 1998, lors des 500 miles d'Indianapolis 1998, mais ne réussit pas à se qualifier pour la course. En 1999, il échoue une nouvelle fois à se qualifier, mais participe au reste de la saison Indy Racing League 1999, et décroche plusieurs top 10. En 2000, il réalise de nouveaux top 10 et finit treizième des 500 miles d'Indianapolis 2000, tandis que son frère Buddy est sacré champion.
En 2001, il décroche son premier podium en Indy Racing League, puis décroche sa première et unique victoire de sa carrière, sur le Chicagoland Speedway. En 2002, il décroche son troisième et dernier podium à Fontana. Les saisons 2003 et 2004 sont plus compliquées pour Lazier qui ne retrouve plus le podium. La saison 2005 confirme le déclin de ses performances, avec pour meilleur résultat une quinzième place. En 2006 et 2007, il en participe qu'aux 500 miles d'Indianapolis, sans impressionner. En IndyCar Series 2009, il effectue le tiers de la saison mais il abandonne ou finit en dehors des premiers à chaque course. Sa dernière compétition de sa carrière est les 500 miles d'Indianapolis 2010 où il échoue à se qualifier.

## Résultats en IndyCar Series
| Saison | Écurie                             | Châssis       | Moteur                           | Pneus     | Nombre de courses | Victoires | Podiums | Poles positions | Meilleurs tours | Points inscrits | Classement |
| ------ | ---------------------------------- | ------------- | -------------------------------- | --------- | ----------------- | --------- | ------- | --------------- | --------------- | --------------- | ---------- |
| 1999   | Truscelli Team Racing              | G-Force GF01C | Oldsmobile Aurora V8             | Firestone | 7                 | 0         | 0       | 0               | 1               | 144             | 18e        |
| 2000   | Truscelli Team Racing              | G-Force GF05  | Oldsmobile Aurora V8             | Firestone | 8                 | 0         | 0       | 0               | 1               | 112             | 20e        |
| 2001   | Sam Schmidt Motorsports            | Dallara IR01  | Oldsmobile Aurora V8             | Firestone | 10                | 1         | 2       | 2               | 0               | 195             | 17e        |
| 2002   | Team Menard                        | Dallara IR02  | Chevrolet Indy V8                | Firestone | 4                 | 0         | 1       | 0               | 0               | 90              | 26e        |
| 2003   | Team Menard A. J. Foyt Enterprises | Dallara IR03  | Chevrolet Indy V8 Toyota Indy V8 | Firestone | 8                 | 0         | 0       | 0               | 0               | 120             | 23e        |
| 2004   | Patrick Racing                     | Dallara IR04  | Chevrolet Indy V8                | Firestone | 8                 | 0         | 0       | 0               | 0               | 104             | 22e        |
| 2005   | Chip Ganassi Racing                | Panoz GF09C   | Toyota Indy V8                   | Firestone | 5                 | 0         | 0       | 0               | 0               | 81              | 24e        |
| 2006   | Playa del Racing                   | Panoz GF09C   | Honda Indy V8                    | Firestone | 1                 | 0         | 0       | 0               | 0               | 13              | 29e        |
| 2007   | Playa del Racing                   | Panoz GF09C   | Honda Indy V8                    | Firestone | 1                 | 0         | 0       | 0               | 0               | 10              | 33e        |
| 2009   | Team 3G                            | Dallara IR05  | Honda Indy V8                    | Firestone | 6                 | 0         | 0       | 0               | 0               | 77              | 26e        |